# Gauloises

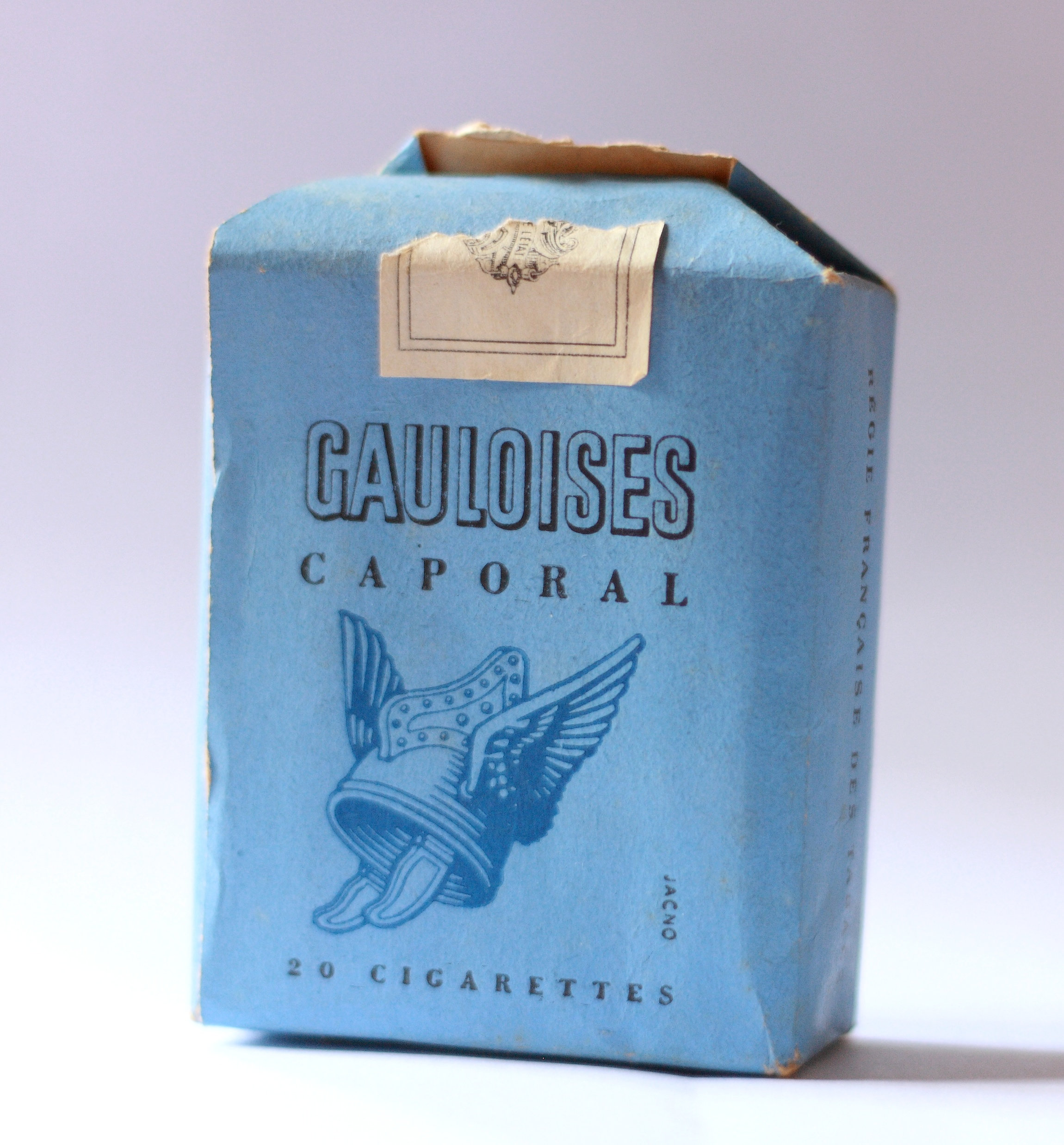
Krabička cigaret Gauloises Caporal

Gauloises ([ɡo.lwaz]) je francouzská značka cigaret. Jejím původním producentem byl francouzský státní tabákový monopol SEITA, od roku 2016 patří značka britské společnosti Imperial Brands.
Cigarety se vyráběly od roku 1876 pod názvem Hongroises, roku 1910 získaly název Gauloises (galské). Marcel Jacno pro ně navrhl charakteristickou modrou krabičku s vyobrazením galské přilby. Reklamní slogan zní Liberté toujours (Svoboda navždy). Byly oficiální značkou francouzských vojáků a za druhé světové války se staly symbolem vlastenectví. Vrcholné popularity dosáhly v padesátých letech, kdy se ve Francii podle odhadů vykouřilo za měsíc milion balíčků.
Původní cigarety obsahovaly tmavý turecký tabák a byly baleny do kukuřičného papíru. Roku 1956 se objevily první gauloisky s filtrem a roku 1984 lehké Gauloises blondes. Továrna se nacházela ve městě Riom, avšak roku 2017 byla výroba přesunuta do Polska.
Známými kuřáky gauloisek byli Jean-Paul Sartre, Maurice Ravel, Pablo Picasso, Albert Camus, Julio Cortázar, Alain Bashung a John Frusciante. Tyto cigarety jsou zmiňovány v knihách Motýlek a Na dně v Paříži a Londýně a filmech Smrtonosná past, Narušení a Napříč Paříží. Michel Cournot natočil v roce 1968 film Modré goloásky. Léo Ferré je autorem písně „La Gauloise“. Americký výtvarník Robert Motherwell používal krabičky gauloisek ve svých kolážích.
K propagaci značky v Německu se používaly automobily Citroën 2CV s reklamním potiskem (tzv. Gauloises-Enten). Gauloises byly sponzorem stáje F1 Prost Grand Prix a motocyklového týmu Yamaha.